# Duanesburg (Nowy Jork)
Duanesburg – miasto w Stanach Zjednoczonych, w stanie Nowy Jork, w hrabstwie Schenectady.